# Mecynome
Mecynome is een kevergeslacht uit de familie van de boktorren (Cerambycidae). De wetenschappelijke naam van het geslacht werd voor het eerst geldig gepubliceerd in 1885 door Bates.

## Soorten
Mecynome omvat de volgende soorten:
- Mecynome aenescens Bates, 1885
- Mecynome quadrispinosus (Franz, 1954)